# ریساکایوو
ریساکایوو (انگلیسی: Rysakayevo) یک شهرک در شهرستان بلورتسکی باشقیرستان کشور روسیه است.